# Atriplex altaica
Atriplex altaica là loài thực vật có hoa thuộc họ Dền. Loài này được Suchor. mô tả khoa học đầu tiên năm 2000.